# Strangalia strigosa
Strangalia strigosa är en skalbaggsart som beskrevs av Newman 1841. Strangalia strigosa ingår i släktet Strangalia och familjen långhorningar. Inga underarter finns listade i Catalogue of Life.